# Síntesis de Gattermann-Skita
La Síntesis de Gattermann-Skita es un método de síntesis orgánica que consiste en la preparación de piridinas a partir de una sal de un éster malónico y una diclorometilamina en presencia de una base